# L'Homme perdu (film, 1969)
Pour les articles homonymes, voir L'Homme perdu.
Pour plus de détails, voir Fiche technique et Distribution.
L'Homme perdu (The Lost Man) est un film américain réalisé par Robert Alan Aurthur sorti en 1969, d'après le roman de F. L. Green (en) déjà adapté au cinéma en 1947 sous le titre Huit Heures de sursis.

## Fiche technique
- Titre : L'Homme perdu
- Titre original : The Lost Man
- Réalisation : Robert Alan Aurthur, assisté de James Fargo (non crédité)
- Scénario : Robert Alan Aurthur, F. L. Green (en) (Roman)
- Musique : Quincy Jones
- Genre : Drame
- Société de production : Universal Pictures
- Durée : 122 minutes
- Format : Couleur
- Date de sortie : 11 juillet 1969

## Distribution
- Sidney Poitier : Jason Higgs
- Joanna Shimkus : Cathy Ellis
- Al Freeman Jr. : Dennis Lawrence
- Michael Tolan : Inspecteur Carl Hamilton
- Leon Bibb : Eddie Moxie
- Richard Dysart : Barnes
- David Steinberg : Photographe
- Beverly Todd : Sally Carter (alias Dorothy Starr)
- Paul Winfield : Orville Turner
- Bernie Hamilton : Reggie Page
- Richard Anthony Williams : Ronald
- Dolph Sweet : Capitaine de Police
- Arnold Williams : Terry
- Virginia Capers : Theresa
- Vonetta McGee : Diane Lawrence
- Lincoln Kilpatrick : Pasteur
- Paulene Myers : Grand-mère